# Gru, el meu dolent preferit (franquícia)
Gru, el meu dolent preferit (originalment en anglès, Despicable Me) és una franquícia de mitjans d'animació per ordinador centrada en Gru, un súper vilà reformat (que després es convertirà en pare, marit i agent secret) i els seus Minions de color groc. Està produït per Illumination i distribuït per la seva empresa matriu Universal Pictures.
La franquícia va començar amb la pel·lícula homònima del 2010, a la qual van seguir dues seqüeles: Gru 2, el meu dolent preferit (2013), Gru 3, el meu dolent preferit (2017) i una futura seqüela, Gru 4, el meu dolent preferit, que s'esperava que arribés als cinemes el 2024; dues preqüeles derivades: Els Mínions (2015) i els Minions: L'origen de Gru (2022). La franquícia també inclou molts curtmetratges, un especial de televisió, diversos videojocs i una atracció de parc temàtic. La franquícia és la franquícia de pel·lícules d'animació més taquillera i la 15a franquícia de pel·lícules més taquillera de tots els temps, amb més de 3.700 milions de dòlars a la taquilla mundial.

## Pel·lícules

### Gru, el meu dolent preferit (2010)
Gru és un home malvat que planeja el robatori més increïble de la història, robar la lluna. Però el su entrebanc principal és la tossuderia de tres nenes òrfenes.

### Gru 2, el meu dolent preferit (2013)
En Gru, que s'estrena com a pare de família, ha de descobrir qui és l'autor d'un crim espectacular.

### Els Mínions (2015)
Els Minions no saben conservar malvats, per això ara estan sols i deprimits. En Kevin i dos amics surten a buscar unn nou líder i van a parar a la gran trobada de superdolents d’Orlando, on la malvada Scarlet els fa un encàrrec reial.

### Gru 3, el meu dolent preferit (2017)
Han acomiadat en Gru perquè ha deixat escapar una estrella infantil dels anys 80 que va ser famosa per fer una sèrie on interpretava un criminal. Ara és adult i crea el caos a tot el planeta. A més, en Gru descobreix que té un germà bessó...

### Minions: L'origen de Gru (2022)
Anys 70. En Gru creix en un barri residencial. És un fan incondicional d’un famós grup de dolents i té una idea: demostrar-los que és prou dolent per treballar amb ells! Per sort, té l’ajut dels seus fidels seguidors, els mínions, que sempre estan disposats a escampar el caos!